# Ramessé (Ouahigouya)
Pour les articles homonymes, voir Ramessé.
Ramessé est une localité située dans le département de Ouahigouya de la province du Yatenga dans la région Nord au Burkina Faso.

## Géographie
Ramessé se trouve à 16 km au sud-ouest du centre de Ouahigouya, le chef-lieu du département, à 5 km au sud-ouest de Sissamba et à 3 km à l'est de la route nationale 10.

## Santé et éducation
Le centre de soins le plus proche de Ramessé est le centre de santé et de protection sociale (CSPS) de Sissamba tandis que le centre hospitalier régional (CHR) se trouve à Ouahigouya.
En 2012, le village a vu la réhabilitation de ses huit forages dans le cadre d'une coopération d'aide au développement entre la ville de Chambéry et l'État burkinabè.